# Domenic Janett
Domenic Janett (* 12. Juli 1949 in Tschlin) ist ein Musiklehrer, Komponist, Klarinetten- und Saxophonspieler aus dem Schweizer Kanton Graubünden. Heute lebt er mit seiner Frau Rupali in Stugl. Sie haben gemeinsam zwei Kinder, eine Tochter und einen Sohn.

## Musikalische Laufbahn
Domenic Janett entstammt einer Musikantenfamile aus Tschlin. Nach einer abgeschlossenen Schreinerlehre in Scuol studierte er am Zürcher Konservatorium Musik (heute ZHdK). Er studierte Klarinette und schloss erfolgreich ab. 
Heute betätigt er sich als freischaffender Musiker. Seine musikalischen Bereiche sind der Ländler, Jazz, Klassik und Blasmusik. Seit 1974 ist er ein festes Mitglied der Engadiner Ländlerfründa aus Celerina, die vom kompositorischen Schaffen Janetts seither profitieren. 1983 war er Mitbegründer der Ils Fränzlis da Tschlin, einer Nachfolgeformation von Franz Fränzli Waser und seinen Musikanten. Eigenkompositionen von Domenic Janett tragen rätoromanische Titel wie der Polka-Rheinländer Furmias aint il chül, die er für den Tonträger Peter Zinslis Bescht vom Beschtä komponierte.
Auf dem Tonträger der Engadiner Ländlerfründa Wenn's nid wäred, müesst mer s’ gründä bewies Domenic Janett mit seinem Klarinettenstrip, einer Polka- und Marschkomposition, dass man auch mit einer demontierten Klarinette musizieren kann.
Das im Fernsehen von Domenic Janett wohl am meisten gespielte Stück ist der Güggel Walzer, wo er während des Spielens mit den Armen die Flatterbewegungen eines Hahnes nachahmt.
Die Schweizer Landesphonothek führt über 150 Tonträger auf, wo er entweder mitwirkt oder Kompositionen von ihm gespielt werden.

## Auszeichnungen und Ehrungen
- Janett wurde 1991 mit dem Goldenen Violinschlüssel ausgezeichnet.[2]
- 2016 erhielt er den Bündner Kulturpreis, die höchste Auszeichnung des Kantons im kulturellen Bereich.[3]